# Señor y Virgen del Milagro

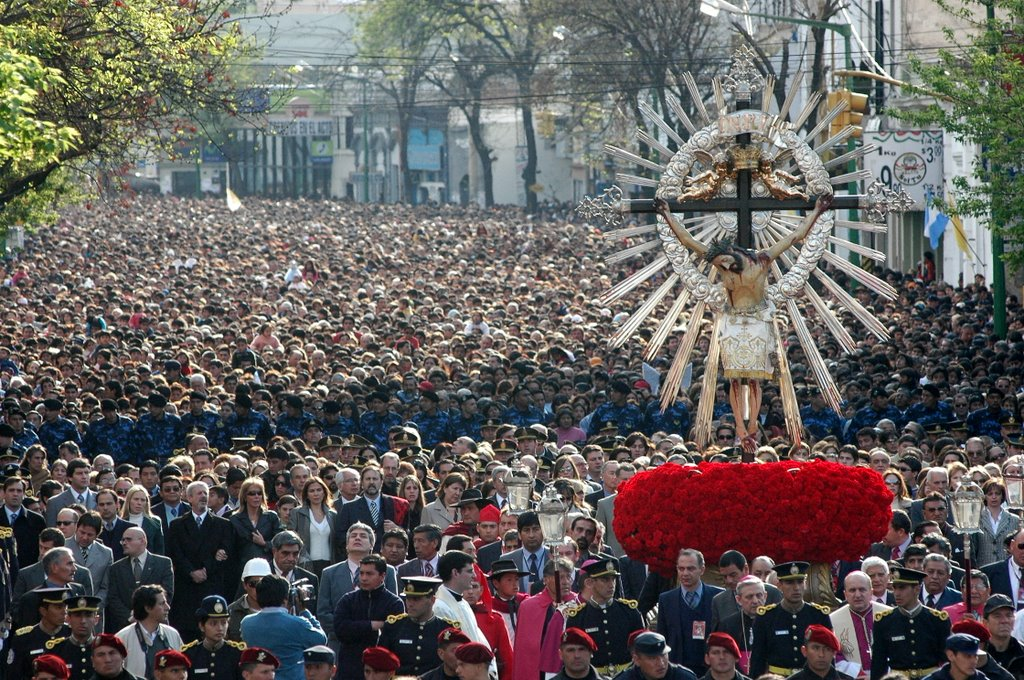
Procesión del Milagro en la provincia de Salta; la misma congrega anualmente más de 850 000 personas.

Señor y Virgen del Milagro es una advocación católica, venerada en la ciudad de Salta, provincia de Salta, norte de la República Argentina.
El origen de las imágenes se remonta al año 1592, época en que el obispo del Tucumán Francisco de Victoria concretara la donación al pueblo de Salta de la imagen de un cristo crucificado de tamaño natural cuyo destino sería la iglesia matriz de Salta y de una inmaculada concepción (Virgen del Rosario) para la ciudad de Córdoba. La llegada a tierras americanas de ambas imágenes y los hechos posteriores sucedidos luego de los terremotos de 1692 fueron, según los relatos, auténticamente milagrosos.

## Historia

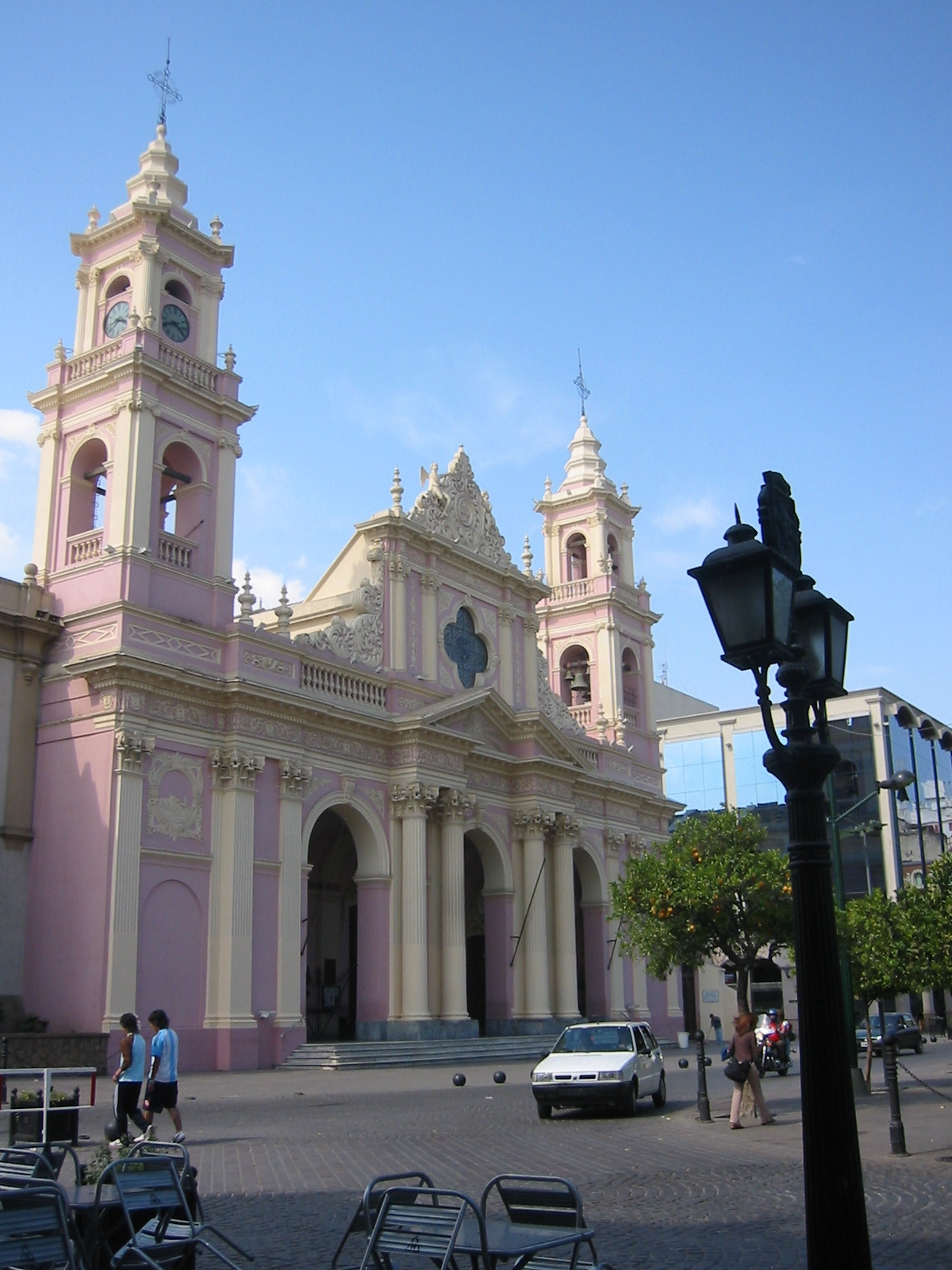
Catedral Basílica de Salta, santuario del Señor y la Virgen del milagro

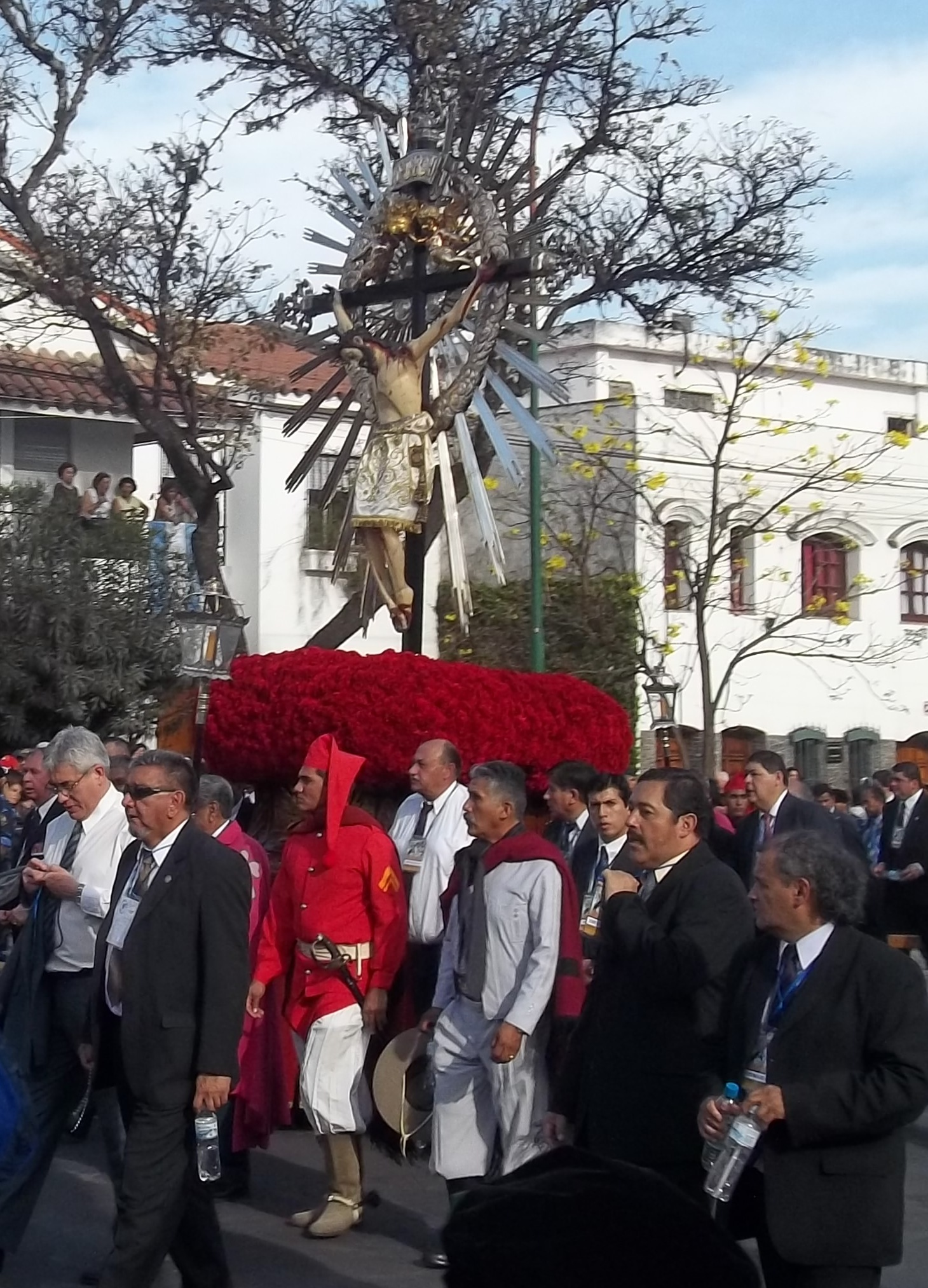
Señor del Milagro

Aproximadamente diez años después de la fundación de la ciudad de Salta, el 19 de junio de 1592, se divisaron dos grandes cajones flotando sobre las aguas del Océano Pacífico, en las cercanías del puerto del Callao en Perú. Uno de los cajones traía grabado a fuego la frase «Una virgen del Rosario para el convento de predicadores de la ciudad de Córdoba», hoy Convento de Santo Domingo, y el otro «Un cristo crucificado para la iglesia matriz de la ciudad de Salta», imágenes barrocas (de la Escuela Castellana) que eran enviadas por el antiguo Obispo del Tucumán Fray Francisco de Victoria, que estuvo presente en la fundación de la ciudad. Jamás se supo qué embarcación las trajo desde España ni qué fue del mismo.
Una vez transportadas en procesión hasta Lima, la capital de Perú, el virrey García Hurtado de Mendoza ordenó que se cumpliera el mandato y la voluntad del Obispo Vitoria. De modo que las imágenes fueron cargadas a lomo de mula y transportadas aproximadamente 2800 km por el viejo Camino del Inca, dejando en Salta el cristo correspondiente y continuando la peregrinación con destino a la ciudad de Córdoba.
En Salta, las imágenes cuya autoría se atribuyen a Juan Martínez Montañés, fueron recibidas con entusiasmo en el llamado desde entonces Campo de la Cruz y, luego de un solemne oficio religioso, ubicaron el cristo crucificado en el altar de las ánimas —o sacristía de la iglesia matriz— donde fue olvidado por largo tiempo.
Luego de 100 años de la llegada de la imagen a Salta, exactamente a las 10 de la mañana del 13 de septiembre de 1692, un gran temblor sacudió la ciudad de Esteco, que quedó definitivamente arruinada, por lo que poco más tarde sería despoblada. El sismo fue también percibido en Salta, donde causó grandes daños, aunque no tan graves como en Esteco.
En la Iglesia Matriz de Salta se encontraba una imagen de la Inmaculada, que posteriormente se llamaría «Virgen del Milagro», propiedad de una familia asentada en estos solares, que la había dejado por unos días —desde la festividad de la Natividad de la Virgen María el día 8 de septiembre— en un nicho superior del altar, a unos tres metros de altura aproximadamente. Cuenta la tradición, que los asustados salteños pensaron que su ciudad sería destruida, pero los daños no fueron tan graves; en cambio, el templo había sufrido graves daños. Al ingresar al templo, se encontró la imagen de la Virgen en el suelo, a los pies del Cristo, como si lo mirara en actitud orante, sin que sufriera ningún daño en su rostro ni manos, pese al gran tamaño de la imagen y la altura desde la cual había caído. Los colores del rostro habían cambiado, quedando pardo y macilento. Este hecho fue interpretado como una súplica e intercesión de la Virgen ante su Hijo, con el resultado de los escasos daños sufridos por la ciudad.
La imagen fue llevada a la casa del alcalde Bernardo Diez Zambrano donde fue exhibida toda la noche y rodeada de orantes. Al día siguiente, la imagen fue colocada en el exterior de la Iglesia Matriz, para que todos la pudieran venerar. Allí se confirmó que los colores del rostro seguían cambiando.
Los temblores de tierra continuaron, aunque con menos intensidad. Uno de los Padres de la Compañía de Jesús, José Carrión, afligido por la situación sintió una voz, con toda claridad, que le decía «mientras no sacasen al Cristo en procesión, no cesarían los terremotos». El sacerdote se dirigió urgentemente a comunicar el mensaje recibido. Los padres jesuitas recordaron la imagen enviada por Vitoria, entraron al templo y bajándola con mucha dificultad la acomodaron en andas que sirvieron para sacarla al atrio de la derruida iglesia, liberando del encierro la imagen luego de un siglo entero. La colocaron frente a la iglesia que la Compañía de Jesús tenía en el centro de la ciudad, y el pueblo acudió al templo con antorchas encendidas. Las campanas llamaron a penitencia y la imagen fue sacada en procesión por los fieles salteños, con el ruego de que cesaran los temblores.
Al amanecer del día 15 la tierra dejó de temblar, aunque volvió a estremecerse a la noche, en medio de procesiones y rogativas. Al cesar los estremecimientos, el día 16 renació la calma y con ella se comenzó a hablar del «milagro». Días más tarde se tuvo noticias de la destrucción de Esteco, lo cual aumentó la magnitud del «milagro» obrado por la Virgen y el Señor de la iglesia de Salta.
Una nueva historia empezaba para estas sencillas imágenes y para los salteños, que conservan hasta hoy su culto y su devoción.

## Virgen de las lágrimas
Se trata de una pequeña imagen de la inmaculada concepción, pintada al óleo de 30x25 cm, copia original de una de las versiones del pintor italiano Giovanni Battista Salvi da Sassoferrato de "La Madonna" renacentista; la misma se honra en la Catedral de Salta en un altar ubicado a escasos metros del camarín del Señor del Milagro.
La imagen era de propiedad del sacerdote Juan de Arisaga, que la tenía para su devoción en su mesa de estudio del Colegio de la Compañía, colgada en medio de estantes de libros. Este comprobó que la santa imagen estaba completamente humedecida en todas las partes visibles de la cara, ojos, cuello y manos, de donde se desprendían gotas de agua clara que rodaban hasta la varilla terminal de la estampa. Este prodigio, ocurrido durante tres días consecutivos, 4, 5 y 6 de agosto de 1749, se repitió posteriormente (5,6 y 7 de octubre del mismo año) y en diferentes ámbitos donde era colocada la estampa de la Virgen, milagro que se registraba siempre en momentos que la población de Salta vivía tiempos de incertidumbre por fenómenos telúricos.
La imagen, que por los hechos acontecidos se denominó "Virgen de Las Lagrimas", se coronó con aprobación Pontificia el 13 de septiembre de 1952; la misma participa anualmente en la procesión del Milagro.

## Coronación de las imágenes
En 1902, por iniciativa y pedido del Obispo de la Diócesis de Salta Monseñor Matías Linares, el Papa León XIII concede la coronación pontificia de las imágenes del Milagro. El 13 de septiembre en presencia de altas autoridades de la Iglesia venidas desde Roma, autoridades de la nación y obispos argentinos se corona al Señor y la Virgen del Milagro.

## Tiempo del milagro

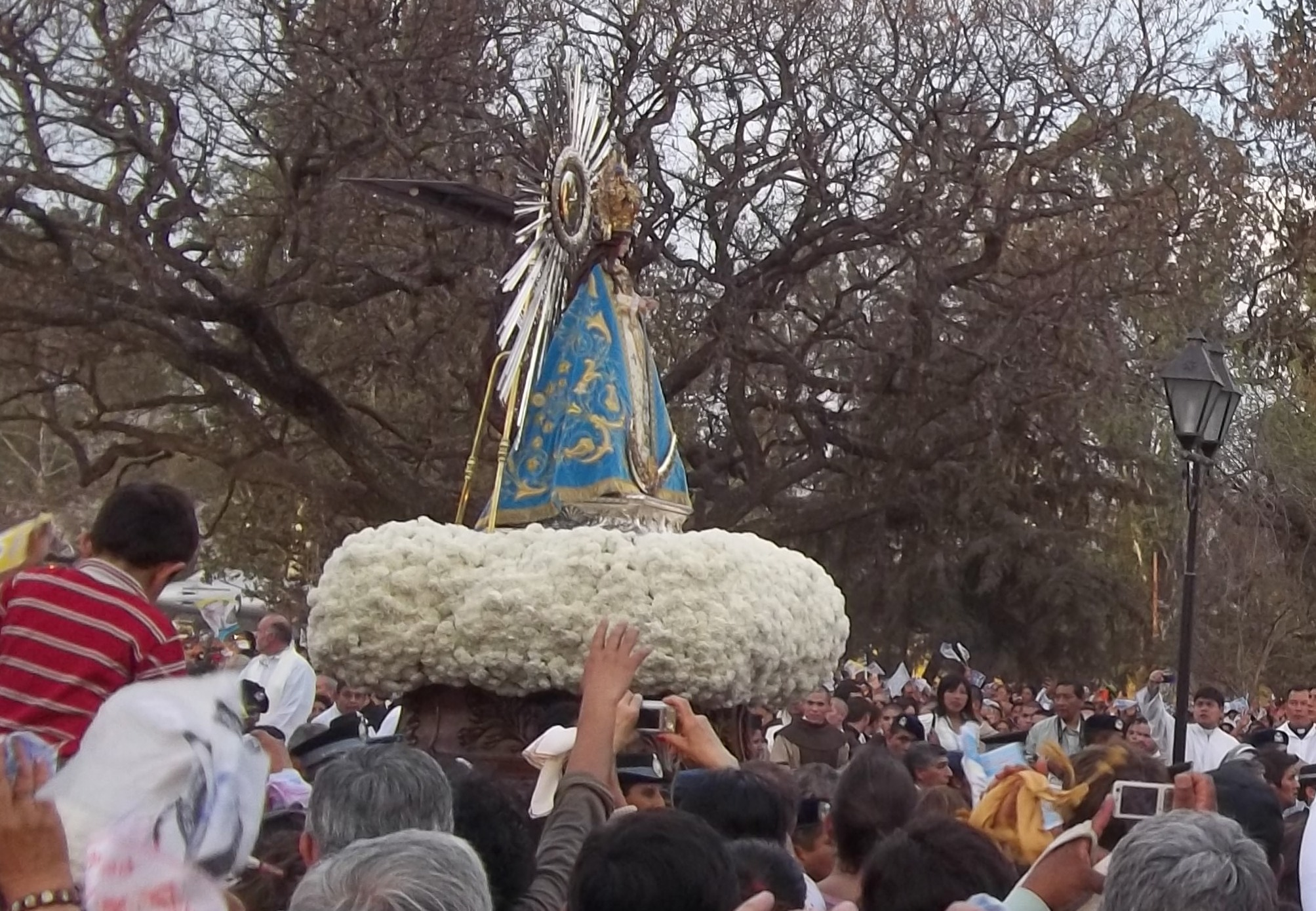
Virgen del Milagro. Procesión del milagro, año 2012.

Oficialmente el tiempo del milagro se inicia aproximadamente un mes antes del inicio de la novena (30 o 40 días previo al 6 de septiembre) con la intronización de las sagradas imágenes en el altar mayor de la catedral basílica. A partir de ese momento, y organizada por el Arzobispado de Salta mediante un calendario oficial, organizaciones públicas, instituciones privadas, colegios, universidades, terciarios y organizaciones no gubernamentales realizan visitas programadas a la catedral donde se ofician misas diariamente de lunes a sábado hasta el día previo al inicio de la novena.
Ya dentro de la novena, los tres últimos días están dedicados a la natividad de María (13), la exaltación de la Cruz (14) y Solemnidad del Señor del Milagro (15) denominado «triduo», el que se realiza con solemne celebración con una misa por la mañana donde asisten obispos de otras localidades. La provincia tiene declarado feriado provincial no laborable para estos tres días de celebración.
El día 15 de septiembre hacia la tarde, las Santas Imágenes recorren en procesión las calles de la ciudad, acompañadas de cientos de miles de fieles y en la que también participan autoridades civiles, militares y eclesiásticas de la provincia y nación.
La procesión del día 15 de septiembre es la culminación de los nueve días de novenario.
Hasta la llegada de Monseñor Roberto José Tavella las imágenes del Señor y Virgen del Milagro se encontraban siempre tapadas por una cortina que se corría los viernes y sábados respectivamente porque se consideraba que este culto no era cosa de todos los días. Así llegamos hasta nuestros días, en que el culto de las imágenes del Milagro es la festividad más importante de la ciudad y de la provincia, a la que no sólo asisten los salteños, sino también fieles de provincias y países vecinos.
Hoy se cuentan con dos réplicas exactas de las imágenes originales que recorren la provincia durante el tiempo del milagro.

### Novena
La novena se inicia el día 6 de septiembre y es rezada anualmente por miles de personas llegadas a la ciudad. El rezo se realiza oficialmente todos los días aproximadamente cada hora acompañada de misas a la que asisten miles de personas diariamente.
Debido a que la capacidad de la iglesia catedral es superada ampliamente durante estas fechas, es habitual ver en todo horario, inclusive a altas horas de la madrugada, personas rezando en el atrio de la misma: mujeres embarazadas, ancianos, niños, etc., manifestación de fe del pueblo que sorprende gratamente.
La novena fue compuesta en 1760 por el Presbítero Dr. Francisco Javier Fernández.

### Procesión de penitencia (previa a la procesión central)
En memoria de la procesión de penitencia del año 1692 y siguiendo el recorrido original, de aproximadamente 700 m, año a año se realiza el día 13 de septiembre con la cruz primitiva, con la que llegó la imagen del Señor del Milagro desde España a Perú), la procesión de penitencia por las calles de la ciudad a la que asisten miles de fieles.
A las 20:30, sale de la parroquia San Juan Bautista de la Merced (Caseros 869), hasta la Basílica de San Francisco para concluir en la catedral.

### Peregrinos
Los cambios sociales y económicos han hecho evolucionar la celebración. Lo que antes era una procesión de penitencia se ha convertido hoy en día en una de las mayores manifestaciones de fe de la Argentina, donde toda la ciudad y la provincia son movilizadas con diferentes manifestaciones en torno a la celebración: peregrinaciones a pie durante días, incluso semanas, en bicicletas, caballo, etc; recorriendo cientos de kilómetros para llegar a ver las imágenes. Es importantísima la logística y la solidaridad de la comunidad para con los peregrinos en alojamiento y alimentos, logrando una mayor duración y diversidad del tiempo del milagro.
Año a año la cantidad de peregrinos y misachicos se incrementa. Aproximadamente son 800 000[cita requerida] personas las que caminan hacia el milagro acompañados por la policía de la provincia, seguridad vial, defensa civil, municipios, organizaciones no gubernamentales  y, en especial, personas particulares que junto a sus familias prestan servicios y ayuda durante la travesía de los caminantes. Son constantes las historias vividas que se cuentan y comparten a través de las redes sociales.

### Noche del peregrino
La noche del peregrino es la noche de vigilia y oración que se realiza previa a la procesión del milagro, noche del día 14 y madrugada del día 15 de septiembre. La catedral basílica de Salta permanece abierta toda la noche ofreciendo misas cada una hora y en la que organizaciones no gubernamentales organizan encuentros inter-peregrinales.

### Corona de flores
Cada septiembre engalanan las sagradas imágenes dos ramos de claveles de gran importancia, coronas que son colocadas a los pies de cada una de las imágenes.
Elaborarlas cada año obedece a una antigua tradición familiar que viene desde fines del siglo XIX hasta nuestros días.
Fue aproximadamente en 1890, cuando Florencia González, esposa de Sixto Ovejero, fundador del ingenio «Ledesma» en la provincia de Jujuy, dispuso elaborar por primera vez esas ofrendas en su casa de Florida 62, ex sede de la Municipalidad capitalina, empleando flores que hacía traer desde su quinta llamada «La Noria». A su muerte en 1920, la responsabilidad se dividió entre sus hijas Adelaida, quien se hizo cargo de la corona del Señor, y Electa la de la Virgen. Esta tradición nunca salió de la familia y que fue traspasándose de padres a hijos hasta nuestros días.
Hoy,[¿cuándo?] días previos a la procesión y con la ayuda de voluntarios, se realizan las coronas en sus respectivos domicilios.
En números
- Corona roja (Cristo): 10 000 claveles
- Corona blanca (Virgen): 8000 claveles

### Campanas del milagro
Campana del milagro, vibrante y dolorida, campana del milagro que conmueves mi vida.

Son las campanas de la catedral que con sus repiques emblemáticos conmueven a los salteños y a todos los peregrinos.
Sus bronces datan de la época de la fundación de la ciudad debido a que las primeras campanas de Salta fueron traídas por el obispo Francisco de Victoria, quien acompañó a Hernando de Lerma en la fundación de Salta.

## Procesión
Cada año, el día 15 de septiembre, las santas imágenes recorren en procesión las calles de la ciudad acompañadas de cientos de miles de fieles en una de las expresiones populares más importantes de la Argentina e Iberoamérica.
Es al pie del «monumento a la Batalla de Salta» o «monumento 20 de febrero» donde el pueblo de Salta renovará el pacto de fidelidad con las palabras: «Señor, nosotros somos tuyos y tú eres nuestro», oración que da esencia y representa el fundamento de fe en las imágenes del milagro.
El Milagro es la más antigua y, a la vez, la más actual manifestación de fe de Salta, la que se continúa sin interrupción desde el año 1692 hasta el presente.
Con una asistencia promedio del orden de más de medio millón de personas que arriban desde distintas latitudes de la región, del país y del mundo entero, la procesión del Señor y de la Virgen del Milagro es una de las manifestaciones de fe más grande de la Argentina.
Se trata de la más antigua y tradicional manifestación de fe del país y la segunda manifestación religiosa de importancia en la Argentina luego de la Peregrinación a Nuestra Señora de Lujan en Buenos Aires, Patrona de la República.
Para finalizar la procesión y de regreso en la catedral, acompañados de un mar de pañuelos blancos en la plaza principal, el repique de las campanas, el lamento de una sirena y una lluvia de pétalos rojos y blancos, la plaza completa, con capacidad de 50 000 personas de pie, el pueblo de Salta despide las sagradas imágenes hasta el siguiente año.

## Virgen del Rosario del Milagro de Córdoba

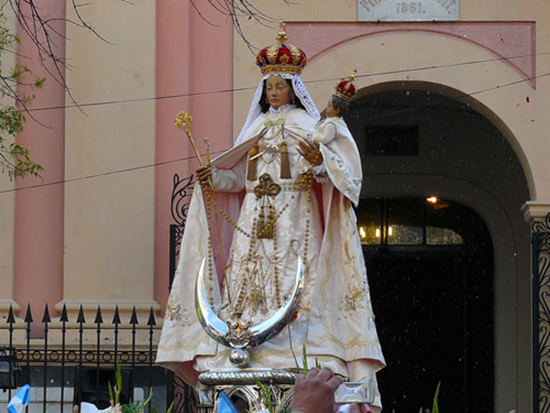
Virgen del Rosario del Milagro, patrona de la Arquidiócesis de Córdoba.

También llamada cariñosamente «La Negrita», es la imagen primitiva donada por el obispo Vitoria para la ciudad de Córdoba, la que llegara flotando junto a la del Cristo. La imagen de Nuestra Señora del Rosario es una réplica de la que se halla en la Basílica de Nuestra Señora de Atocha en la ciudad de Madrid (España).
A su protección, Liniers atribuyó el triunfo sobre los invasores ingleses de 1806 y 1807 y, en prueba de gratitud, envió al santuario cordobés dos banderas cobradas al enemigo. Igual actitud tomó el Libertador General San Martín al ofrecer a la venerada imagen una de las banderas del Ejército de los Andes.
La coronación pontificia de la imagen fue otorgada por León XIII el día 1º de octubre de 1892. Posteriormente, en 1934, la Santa Sede eleva a trono arzobispal la antigua diócesis de Córdoba y en 1937 se declara a la Santísima Virgen del Rosario del Milagro patrona principal de la arquidiócesis.
Actualmente[¿cuándo?] la imagen de la inmaculada concepción se encuentra y venera en la Basílica de Santo Domingo de la ciudad de Córdoba. La fiesta principal, como es tradición en la Orden de Santo Domingo, se conmemora el primer domingo de octubre precedida por un solemne novenario que culmina con la procesión.